# Satellitengestützte Temperaturmessung
Satellitengestützte Temperaturmessungen sind Methoden zur Erfassung und Überwachung von globalen Temperaturveränderungen. Seit den späten 1970er Jahren werden Satelliten eingesetzt, um die Temperatur der Erdatmosphäre und der Oberfläche zu messen. Diese Messungen liefern Daten für die Klimaforschung.

## Funktion und Vorteile
Die Satellitenmessungen erfolgen durch Instrumente, die als Radiometer bezeichnet werden. Diese Radiometer erfassen elektromagnetische Strahlung in verschiedenen Wellenlängenbereichen, die von der Erde abgestrahlt wird. Die gemessenen Daten werden dann zur Berechnung der Temperaturprofile der Atmosphäre verwendet.
Ein Vorteil von Satelliten-Temperaturmessungen ist ihre globale Abdeckung. Satelliten umkreisen die Erde in polarer Umlaufbahn und können so die gesamte Oberfläche abtasten, einschließlich entlegener Gebiete wie Polarregionen oder Ozeane. Dadurch erhalten Forscher ein umfassendes Bild der globalen Temperaturveränderungen.
Satelliten-Temperaturmessungen haben auch den Vorteil, dass sie kontinuierlich und konsistent sind. Im Gegensatz zu bodengestützten Messstationen, die an bestimmten Standorten platziert sind und möglicherweise durch lokale Faktoren beeinflusst werden, liefern Satelliten kontinuierliche Messungen aus einer konsistenten Höhe und Perspektive.
Diese Daten sind für die Überwachung von Klimaänderungen von entscheidender Bedeutung. Durch die Analyse der Satellitendaten können Forscher langfristige Trends in der Temperatur identifizieren und Rückschlüsse auf Klimamuster und Veränderungen ziehen.
Allerdings gibt es auch Herausforderungen bei der Interpretation der Satellitendaten. Die Kalibrierung der Instrumente und die Korrektur von atmosphärischen Einflüssen sind komplexe Aufgaben, die sorgfältige wissenschaftliche Analysen erfordern. Trotz dieser Herausforderungen haben sich die Satelliten-Temperaturmessungen als Instrument in der Klimaforschung etabliert und werden weiterhin verwendet, um das Klima zu überwachen und zu verstehen.
Die bisher tiefste auf der Erde gemessene Temperatur in der Natur wurde durch Satellitengestützte Temperaturmessung gemessen.